# Patrick Eyk
Patrick Eyk (* 6. Juni 1966 in Amsterdam; † 10. Januar 2019 ebenda) war ein niederländischer Radrennfahrer und nationaler Meister im Radsport.

## Sportliche Laufbahn
Als Amateur konnte Eyk 21 Straßenrennen gewinnen. Darunter war der nationale Titel im Mannschaftszeitfahren 1988. Er schloss sich für ein Jahr einem französischen Amateurteam an, um seine Form zu verbessern. 1989 siegte er bei der Ronde van Midden Zeeland (im Amateurrennen), einem der bekanntesten Rennen der Niederlande. Nach einem Etappensieg in der Neukaledonien-Rundfahrt erhielt er einen Vertrag als Berufsfahrer im Radsportteam Buckler, das von Jan Raas geleitet wurde.
Von 1995 bis 1998 startete er für amerikanische Teams, unter anderem für das Navigators Insurance Cycling Team. Sein bestes Resultat als Profi war der Sieg im Eintagesrennen Georgian Bay State Race 1996.